# Bahnhof Dollands Moor
Dollands Moor ist der Name des Betriebsbahnhofs am britischen Ausgang des Eurotunnels unter dem Ärmelkanal zum europäischen Kontinent. Er liegt direkt westlich des Shuttle-Terminals für die Autoverladung und im Süden des M20 motorways bei Folkestone in der Grafschaft Kent.
An dem Betriebsbahnhof findet die Sicherheitsinspektion der Züge vor der Einfahrt in den Tunnel statt und es werden die Zollformalitäten erledigt. Außerdem können hier Lokomotiven gewechselt werden. Der Bahnhof findet sein Gegenstück auf der französischen Seite mit dem Bahnhof Calais-Fréthun. Der Bahnhof wird derzeit von der DB Cargo UK geführt.
Der Betriebsbahnhof wurde 1988 vor der Eröffnung des Eurotunnels in Betrieb genommen. Insgesamt besitzt der Betriebsbahnhof acht Gleise sowie fünf vorbeiführende Gleise. Alle Gleise sind mit 25 kV Wechselspannung elektrifiziert, und Verbindungen in Richtung Westen werden zusätzlich mit einer Stromschiene mit 750 V Gleichspannung versorgt. Das erlaubt den Zugang zu South Eastern Main Line über die Abzweigung Saltwood zum Bahnhof Sandling. Zur Eröffnung betrieb  den Bahnhof Railfreight Distribution, die Gütersparte der damals noch staatlichen British Rail, nach der britischen Bahnprivatisierung die EWS (English, Welsh & Scottish Railway), welche inzwischen in DB Cargo UK umbenannt wurde.

## Migration
Die durch die Flüchtlingskrise angestiegenen Zahlen an Migranten machen sich auch in Dollands Moor bemerkbar. Es häufen sich Betriebsstörungen, da zahlreiche Personen versuchen, auf Güterzügen von Frankreich nach England einzureisen. Dollands Yard wird zum „Ausstieg“ oder zur Durchfahrt genutzt, wobei teilweise lebensgefährliche Stellen in und auf den Güterwagen als Versteck dienen.